# Straußfurt
Straußfurt là một đô thị thuộc huyện Sömmerda trong bang Thüringen, nước Đức. Đô thị này có diện tích 14,84 km², dân số thời điểm 31 tháng 12 năm 2006 là 1960 người.